# Быково (Челябинская область)
Быково — деревня в Октябрьском районе Челябинской области России. Входит в состав Крутоярского сельского поселения.

## География
Деревня находится на востоке Челябинской области, в лесостепной зоне, на восточном берегу озера Быковское, на расстоянии примерно 20 километров (по прямой) к юго-востоку от села Октябрьское, административного центра района. Абсолютная высота — 183 метра над уровнем моря.

## Население
| 2002 | 2010 |
| ---- | ---- |
| 277  | ↘143 |

Гендерный состав
По данным Всероссийской переписи населения 2010 года в гендерной структуре населения мужчины составляли 49 %, женщины — соответственно 50,1 %.
Национальный состав
Согласно результатам переписи 2002 года, в национальной структуре населения русские составляли 80 %.

## Улицы
Уличная сеть деревни состоит из трёх улиц.